# Portada/efemèride maig 5
Pepita Cervera
« 4 de maig · 5 de maig · 6 de maig »